# Costa Ricaans voetbalelftal in 2013
Het Costa Ricaans voetbalelftal speelde 22 interlands in het jaar 2013, waaronder tien wedstrijden in de kwalificatiereeks voor het WK voetbal 2014 in Brazilië. De selectie stond in 2013 onder leiding van de Colombiaan Jorge Luis Pinto en wist zich voor de vierde keer in de geschiedenis te plaatsen voor de WK-eindronde. Op de FIFA-wereldranglijst steeg Costa Rica in 2013 van de 66ste (januari 2013) naar de 31ste plaats (december 2013).

## Balans
| Wedstrijden | Wedstrijden | Wedstrijden | Wedstrijden | Doelpunten | Doelpunten | Doelpunten | Punten |
| Gespeeld    | Winst       | Gelijk      | Verlies     | Voor       | Tegen      | Saldo      | Punten |
| ----------- | ----------- | ----------- | ----------- | ---------- | ---------- | ---------- | ------ |
| 22          | 13          | 4           | 5           | 28         | 11         | +17        | 1.363  |

## Interlands
| Copa Centroamericana |
| -------------------- |

|                                                                           |                   |       |        |                                                                                       |
| 19 januari Copa Centroamericana Groep A № ?? «onderlinge duels» 20:00 uur | Costa Rica        | 1 – 0 | Belize | Estadio Nacional, San José Toeschouwers: 5.484 Scheidsrechter: Héctor Rodríguez (HON) |
| 19 januari Copa Centroamericana Groep A № ?? «onderlinge duels» 20:00 uur | Jairo Arrieta 53' |       |        | Estadio Nacional, San José Toeschouwers: 5.484 Scheidsrechter: Héctor Rodríguez (HON) |

|                                                                           |                                    |       |           |                                                                                     |
| 21 januari Copa Centroamericana Groep A № ?? «onderlinge duels» 18:00 uur | Costa Rica                         | 2 – 0 | Nicaragua | Estadio Nacional, San José Toeschouwers: 5.980 Scheidsrechter: Roberto Moreno (PAN) |
| 21 januari Copa Centroamericana Groep A № ?? «onderlinge duels» 18:00 uur | Cristian Lagos 7' Celso Borges 86' |       |           | Estadio Nacional, San José Toeschouwers: 5.980 Scheidsrechter: Roberto Moreno (PAN) |

|                                                                           |                   |       |                           |                                                                                       |
| 23 januari Copa Centroamericana Groep A № ?? «onderlinge duels» 20:00 uur | Costa Rica        | 1 – 1 | Guatemala                 | Estadio Nacional, San José Toeschouwers: 6.760 Scheidsrechter: Héctor Rodríguez (HON) |
| 23 januari Copa Centroamericana Groep A № ?? «onderlinge duels» 20:00 uur | Jairo Arrieta 11' |       | 90' José Manuel Contreras | Estadio Nacional, San José Toeschouwers: 6.760 Scheidsrechter: Héctor Rodríguez (HON) |

|                                                                                |                    |       |             |                                                                                     |
| 25 januari Copa Centroamericana Halve finale № ?? «onderlinge duels» 20:00 uur | Costa Rica         | 1 – 0 | El Salvador | Estadio Nacional, San José Toeschouwers: 4.993 Scheidsrechter: Roberto García (MEX) |
| 25 januari Copa Centroamericana Halve finale № ?? «onderlinge duels» 20:00 uur | Rodney Wallace 72' |       |             | Estadio Nacional, San José Toeschouwers: 4.993 Scheidsrechter: Roberto García (MEX) |

|                                                                          |          |              |            |                                                                                    |
| 27 januari Copa Centroamericana Finale № ?? «onderlinge duels» 17:00 uur | Honduras | 0 – 1        | Costa Rica | Estadio Nacional, San José Toeschouwers: 14.146 Scheidsrechter: Joel Aguilar (ESA) |
| 27 januari Copa Centroamericana Finale № ?? «onderlinge duels» 17:00 uur |          | 38' González |            | Estadio Nacional, San José Toeschouwers: 14.146 Scheidsrechter: Joel Aguilar (ESA) |

|  |  |  |  |  |  |  |  |  |

|                                                              |                                     |       |                                   |                                                                                                   |
| 7 februari WK-kwalificatie № ?? «onderlinge duels» 20:00 uur | Panama                              | 2 – 2 | Costa Rica                        | Estadio Rommel Fernández, Panama-Stad Toeschouwers: 25.000 Scheidsrechter: Francisco Chacón (MEX) |
| 7 februari WK-kwalificatie № ?? «onderlinge duels» 20:00 uur | Luis Henríquez 15' Román Torres 26' |       | 39' Álvaro Saborio 84' Bryan Ruiz | Estadio Rommel Fernández, Panama-Stad Toeschouwers: 25.000 Scheidsrechter: Francisco Chacón (MEX) |

|                                                            |                   |       |            |                                                                                                   |
| 23 maart WK-kwalificatie № ?? «onderlinge duels» 20:00 uur | Verenigde Staten  | 1 – 0 | Costa Rica | Dick's Sporting Goods Park, Commerce City Toeschouwers: 19.374 Scheidsrechter: Joel Aguilar (ESA) |
| 23 maart WK-kwalificatie № ?? «onderlinge duels» 20:00 uur | Clint Dempsey 16' |       |            | Dick's Sporting Goods Park, Commerce City Toeschouwers: 19.374 Scheidsrechter: Joel Aguilar (ESA) |

|                                                            |                                   |       |         |                                                                                         |
| 26 maart WK-kwalificatie № ?? «onderlinge duels» 20:00 uur | Costa Rica                        | 2 – 0 | Jamaica | Estadio Nacional, San José Toeschouwers: 32.427 Scheidsrechter: Enrico Wijngaarde (SUR) |
| 26 maart WK-kwalificatie № ?? «onderlinge duels» 20:00 uur | Michael Umaña 22' Diego Calvo 82' |       |         | Estadio Nacional, San José Toeschouwers: 32.427 Scheidsrechter: Enrico Wijngaarde (SUR) |

|                                                            |        |                          |            |                                                                                      |
| 28 mei Vriendschappelijk № ?? «onderlinge duels» 20:00 uur | Canada | 0 – 1                    | Costa Rica | Commonwealth Stadium, Edmonton Toeschouwers: 8.102 Scheidsrechter: Chris Penso (USA) |
| 28 mei Vriendschappelijk № ?? «onderlinge duels» 20:00 uur |        | 17' (pen.) Jairo Arrieta |            | Commonwealth Stadium, Edmonton Toeschouwers: 8.102 Scheidsrechter: Chris Penso (USA) |

|                                                          |                |       |          |                                                                                    |
| 7 juni WK-kwalificatie № ?? «onderlinge duels» 20:00 uur | Costa Rica     | 1 – 0 | Honduras | Estadio Nacional, San José Toeschouwers: 35.000 Scheidsrechter: Walter López (GUA) |
| 7 juni WK-kwalificatie № ?? «onderlinge duels» 20:00 uur | Roy Miller 25' |       |          | Estadio Nacional, San José Toeschouwers: 35.000 Scheidsrechter: Walter López (GUA) |

|                                                           |        |       |            |                                                                                    |
| 11 juni WK-kwalificatie № ?? «onderlinge duels» 20:00 uur | Mexico | 0 – 0 | Costa Rica | Estadio Azteca, Mexico-Stad Toeschouwers: 65.753 Scheidsrechter: Mark Geiger (USA) |
| 11 juni WK-kwalificatie № ?? «onderlinge duels» 20:00 uur |        |       |            | Estadio Azteca, Mexico-Stad Toeschouwers: 65.753 Scheidsrechter: Mark Geiger (USA) |

|                                                           |                                 |       |        |                                                                                         |
| 18 juni WK-kwalificatie № ?? «onderlinge duels» 20:00 uur | Costa Rica                      | 2 – 0 | Panama | Estadio Nacional, San José Toeschouwers: 35.000 Scheidsrechter: Courtney Campbell (JAM) |
| 18 juni WK-kwalificatie № ?? «onderlinge duels» 20:00 uur | Bryan Ruiz 49' Celso Borges 52' |       |        | Estadio Nacional, San José Toeschouwers: 35.000 Scheidsrechter: Courtney Campbell (JAM) |

| CONCACAF Gold Cup |
| ----------------- |

|                                                                    |                                                               |       |      |                                                                                   |
| 9 juli CONCACAF Gold Cup Groep C № ?? «onderlinge duels» 20:30 uur | Costa Rica                                                    | 3 – 0 | Cuba | Jeld-Wen Field, Portland Toeschouwers: 18.724 Scheidsrechter: Elmer Bonilla (SLV) |
| 9 juli CONCACAF Gold Cup Groep C № ?? «onderlinge duels» 20:30 uur | Michael Barrantes 52' Jairo Arrieta 71' Michael Barrantes 77' |       |      | Jeld-Wen Field, Portland Toeschouwers: 18.724 Scheidsrechter: Elmer Bonilla (SLV) |

|                                                                     |                         |       |        |                                                                                       |
| 13 juli CONCACAF Gold Cup Groep C № ?? «onderlinge duels» 18:00 uur | Costa Rica              | 1 – 0 | Belize | Rio Tinto Stadium, Sandy Toeschouwers: 17.597 Scheidsrechter: Enrico Wijngaarde (SUR) |
| 13 juli CONCACAF Gold Cup Groep C № ?? «onderlinge duels» 18:00 uur | Dalton Eiley 49' (e.d.) |       |        | Rio Tinto Stadium, Sandy Toeschouwers: 17.597 Scheidsrechter: Enrico Wijngaarde (SUR) |

|                                                                     |                  |       |            |                                                                                              |
| 16 juli CONCACAF Gold Cup Groep C № ?? «onderlinge duels» 20:00 uur | Verenigde Staten | 1 – 0 | Costa Rica | Rentschler Field, East Hartford Toeschouwers: 25.432 Scheidsrechter: Courtney Campbell (JAM) |
| 16 juli CONCACAF Gold Cup Groep C № ?? «onderlinge duels» 20:00 uur | Brek Shea 82'    |       |            | Rentschler Field, East Hartford Toeschouwers: 25.432 Scheidsrechter: Courtney Campbell (JAM) |

|                                                                         |                |       |            |                                                                                          |
| 21 juli CONCACAF Gold Cup Kwartfinale № ?? «onderlinge duels» 19:00 uur | Honduras       | 1 – 0 | Costa Rica | M&T Bank Stadium, Baltimore Toeschouwers: 70.540 Scheidsrechter: Courtney Campbell (JAM) |
| 21 juli CONCACAF Gold Cup Kwartfinale № ?? «onderlinge duels» 19:00 uur | Andy Najar 49' |       |            | M&T Bank Stadium, Baltimore Toeschouwers: 70.540 Scheidsrechter: Courtney Campbell (JAM) |

|  |  |  |  |  |  |  |  |  |

|                                                                 |                        |                                                                           |            |                                                                                       |
| 14 augustus Vriendschappelijk № ?? «onderlinge duels» 20:00 uur | Dominicaanse Republiek | 0 – 4                                                                     | Costa Rica | Estadio Quisqueya, Santo Domingo Toeschouwers: ?? Scheidsrechter: Alain Georges (HAI) |
| 14 augustus Vriendschappelijk № ?? «onderlinge duels» 20:00 uur |                        | 48' Celso Borges 71' Celso Borges 77' Pablo Herrera 87' Mauricio Castillo |            | Estadio Quisqueya, Santo Domingo Toeschouwers: ?? Scheidsrechter: Alain Georges (HAI) |

|                                                               |                                                    |       |                          |                                                                                       |
| 6 september WK-kwalificatie № ?? «onderlinge duels» 20:00 uur | Costa Rica                                         | 3 – 1 | Verenigde Staten         | Estadio Nacional, San José Toeschouwers: 35.000 Scheidsrechter: Marco Rodríguez (MEX) |
| 6 september WK-kwalificatie № ?? «onderlinge duels» 20:00 uur | Johnny Acosta 2' Celso Borges 9' Joel Campbell 75' |       | 42' (pen.) Clint Dempsey | Estadio Nacional, San José Toeschouwers: 35.000 Scheidsrechter: Marco Rodríguez (MEX) |

|                                                                |                       |       |                    |                                                                                              |
| 10 september WK-kwalificatie № ?? «onderlinge duels» 20:00 uur | Jamaica               | 1 – 1 | Costa Rica         | Arnos Vale Playing Ground , Kingstown Toeschouwers: 6.100 Scheidsrechter: Jair Marrufo (USA) |
| 10 september WK-kwalificatie № ?? «onderlinge duels» 20:00 uur | Jermaine Anderson 90' |       | 73' Randall Brenes | Arnos Vale Playing Ground , Kingstown Toeschouwers: 6.100 Scheidsrechter: Jair Marrufo (USA) |

|                                                              |                    |       |            |                                                                                          |
| 11 oktober WK-kwalificatie № ?? «onderlinge duels» 20:00 uur | Honduras           | 1 – 0 | Costa Rica | Estadio Olimpico, San Pedro Sula Toeschouwers: 38.500 Scheidsrechter: Jair Marrufo (USA) |
| 11 oktober WK-kwalificatie № ?? «onderlinge duels» 20:00 uur | Jerry Bengtson 64' |       |            | Estadio Olimpico, San Pedro Sula Toeschouwers: 38.500 Scheidsrechter: Jair Marrufo (USA) |

|                                                              |                                   |       |                   |                                                                                    |
| 15 oktober WK-kwalificatie № ?? «onderlinge duels» 20:00 uur | Costa Rica                        | 2 – 1 | Mexico            | Estadio Nacional, San José Toeschouwers: 34.200 Scheidsrechter: Walter López (GUA) |
| 15 oktober WK-kwalificatie № ?? «onderlinge duels» 20:00 uur | Bryan Ruiz 26' Álvaro Saborio 64' |       | 29' Oribe Peralta | Estadio Nacional, San José Toeschouwers: 34.200 Scheidsrechter: Walter López (GUA) |

|                                                              |                |       |            |                                                                                       |
| 19 november Vriendschappelijk № «onderlinge duels» 19:30 uur | Australië      | 1 – 0 | Costa Rica | Allianz Stadium, Sydney Toeschouwers: 20.165 Scheidsrechter: Hiroyoshi Takayama (JPN) |
| 19 november Vriendschappelijk № «onderlinge duels» 19:30 uur | Tim Cahill 69' |       |            | Allianz Stadium, Sydney Toeschouwers: 20.165 Scheidsrechter: Hiroyoshi Takayama (JPN) |

## FIFA-wereldranglijst
| JAN | FEB | MAR | APR | MEI | JUN | JUL | AUG | SEP | OKT | NOV | DEC |
| --- | --- | --- | --- | --- | --- | --- | --- | --- | --- | --- | --- |
| 66  | 53  | 53  | 47  | 48  | 48  | 39  | 42  | 33  | 31  | 31  | 31  |

## Statistieken
| Patrick Pemberton   | 1982-04-24 | LD Alajuelense     | 14 | 0 | 0 |    |   |
| Keylor Navas        | 1986-12-15 | Levante UD         | 8  | 0 | 0 |    |   |
| Leonel Moreira      | 1990-04-04 | CS Herediano       | 0  | 1 | 0 |    |   |
| Verdediging         |            |                    |    |   |   |    |   |
| Giancarlo González  | 1988-02-08 | Vålerenga IF       | 19 | 0 | 1 |    |   |
| Michael Umaña       | 1982-07-16 | CD Saprissa        | 18 | 0 | 1 |    |   |
| Cristian Gamboa     | 1989-10-24 | Rosenborg BK       | 11 | 1 | 0 |    |   |
| Júnior Díaz         | 1983-09-12 | 1. FSV Mainz 05    | 8  | 1 | 0 |    |   |
| Christopher Meneses | 1990-05-02 | IFK Norrköping     | 8  | 1 | 0 |    |   |
| Johnny Acosta       | 1983-07-21 | LD Alajuelense     | 6  | 2 | 1 |    |   |
| Rodney Wallace      | 1988-06-17 | Portland Timbers   | 5  | 2 | 1 |    |   |
| Roy Miller          | 1984-11-24 | New York Red Bulls | 5  | 1 | 1 |    |   |
| José Salvatierra    | 1989-10-10 | LD Alajuelense     | 5  | 1 | 0 |    |   |
| Juan Diego Madrigal | 1987-05-21 | CD Saprissa        | 3  | 4 | 0 | 7  | 0 |
| Pablo Salazar       | 1982-11-21 | CS Herediano       | 2  | 2 | 0 |    |   |
| Carlos Johnson      | 1984-07-10 | CS Cartaginés      | 2  | 1 | 0 |    |   |
| Óscar Duarte        | 1989-06-03 | Club Brugge        | 2  | 0 | 0 |    |   |
| Waylon Francis      | 1990-09-20 | CS Herediano       | 1  | 0 | 0 | 1  | 0 |
| Keylor Soto         | 1984-07-26 | CS Herediano       | 1  | 0 | 0 |    |   |
| Kendall Waston      | 1988-01-01 | CD Saprissa        | 0  | 2 | 0 | 2  | 0 |
| Jordy Smith         | 1991-04-23 | CD Saprissa        | 0  | 1 | 0 | 1  | 0 |
| Middenveld          |            |                    |    |   |   |    |   |
| Ariel Rodríguez     | 1986-04-22 | LD Alajuelense     | 10 | 4 | 0 | 14 | 0 |
| Yeltsin Tejada      | 1992-03-17 | CD Saprissa        | 10 | 0 | 0 |    |   |
| Cristian Bolaños    | 1984-05-17 | FC København       | 8  | 0 | 0 |    |   |
| Osvaldo Rodríguez   | 1990-12-17 | Santos Guápiles FC | 7  | 4 | 0 | 11 | 0 |
| Michael Barrantes   | 1983-10-04 | Aalesunds FK       | 7  | 2 | 2 |    |   |
| Bryan Oviedo        | 1990-02-18 | Everton            | 5  | 0 | 0 |    |   |
| José Cubero         | 1987-02-14 | CS Herediano       | 2  | 3 | 0 |    |   |
| Delberth Camerón    | 1981-09-25 | Limón FC           | 2  | 1 | 0 | 3  | 0 |
| Pablo Herrera       | 1987-02-14 | CS Cartaginés      | 1  | 1 | 1 |    |   |
| Allen Guevara       | 1989-04-16 | LD Alajuelense     | 1  | 0 | 0 |    |   |
| Luis Miguel Valle   | 1989-05-11 | LD Alajuelense     | 1  | 0 | 0 |    |   |
| Mauricio Castillo   | 1987-06-19 | CD Saprissa        | 0  | 3 | 1 |    |   |
| Carlos Hernández    | 1982-04-09 | Wellington Phoenix | 0  | 1 | 0 | 38 | 7 |
| Esteban Granados    | 1985-10-25 | CS Herediano       | 0  | 1 | 0 |    |   |
| Aanval              |            |                    |    |   |   |    |   |
| Celso Borges        | 1988-05-27 | AIK Solna          | 16 | 4 | 5 |    |   |
| Álvaro Saborío      | 1982-03-25 | Real Salt Lake     | 11 | 5 | 2 |    |   |
| Bryan Ruiz          | 1985-08-18 | Fulham FC          | 11 | 0 | 3 |    |   |
| Jairo Arrieta       | 1983-08-25 | Columbus Crew      | 9  | 2 | 4 |    |   |
| Joel Campbell       | 1992-06-26 | Olympiakos Piraeus | 8  | 3 | 1 |    |   |
| Randall Brenes      | 1983-08-13 | CS Cartaginés      | 5  | 4 | 1 |    |   |
| Kenny Cunningham    | 1985-06-07 | Wellington Phoenix | 4  | 4 | 0 |    |   |
| Diego Calvo         | 1991-03-25 | Vålerenga IF       | 2  | 6 | 1 | 8  | 1 |
| Jonathan McDonald   | 1987-10-28 | Kalmar FF          | 2  | 0 | 0 |    |   |
| Yendrick Ruiz       | 1987-12-04 | CS Herediano       | 1  | 4 | 0 | 5  | 0 |
| Cristian Lagos      | 1984-08-17 | Santos Guápiles FC | 1  | 0 | 1 |    |   |
| Victor Núñez        | 1980-04-15 | CS Herediano       | 0  | 2 | 0 |    |   |
| Alejandro Aguilar   | 1990-10-10 | LD Alajuelense     | 0  | 1 | 0 | 1  | 0 |

FEDEFUTBOL · A-internationals · Selecties · Bondscoaches · Costa Ricaans vrouwenelftal · Costa Rica U21 · Costa Rica U20 · Costa Rica U19 · Costa Rica U18 · Costa Rica U17
1920 – 1949 ·
1950 – 1969 ·
1970 – 1979 ·
1980 – 1989 ·
1990 – 1999 ·
2000 – 2009 ·
2010 – 2019 ·
2020 − 2029
Copa América 1997 · 
Copa América 2001 · 
Copa América 2004 · 
Copa América 2011 · 
Copa América 2016
WK 1990 · 
WK 2002 · 
WK 2006 · 
WK 2014 · 
WK 2018
OS 1980 · 
OS 1984 · 
OS 2004
1921 · 
1922–1929 · 
1930 · 
1931–1934 · 
1935 · 
1936–1937 · 
1938 · 
1939 · 
1940 · 
1941 · 
1942 · 
1943 · 
1944–1945 · 
1946 · 
1947 · 
1948 · 
1949 · 
1950 · 
1951 · 
1952 · 
1953 · 
1954 · 
1955 · 
1956 · 
1957 · 
1958 · 
1959 · 
1960 · 
1961 · 
1962 · 
1963 · 
1964 · 
1965 · 
1966 · 
1967 · 
1968 · 
1969 · 
1970 · 
1971 · 
1972 · 
1973 · 
1974–1975 · 
1976 · 
1977–1978 · 
1979 · 
1980 · 
1981–1982 · 
1983 · 
1984 · 
1985 · 
1986 · 
1987 · 
1988 · 
1989 · 
1990 · 
1991 · 
1992 · 
1993 · 
1994 · 
1995 · 
1996 · 
1997 · 
1998 · 
1999 · 
2000 · 
2001 · 
2002 · 
2003 · 
2004 · 
2005 · 
2006 · 
2007 · 
2008 · 
2009 · 
2010 · 
2011 · 
2012 · 
2013 · 
2014 · 
2015 · 
2016 · 
2017 ·
2018 ·
2019 ·
2020 ·
2021 ·
2022 ·
2023 ·
2024
Argentinië ·
Aruba ·
Australië ·
Barbados ·
België ·
Belize ·
Bermuda ·
Bolivia ·
Bosnië en Herzegovina ·
Brazilië ·
Canada ·
Chili ·
China ·
Colombia ·
Cuba ·
Curaçao ·
Dominicaanse Republiek ·
Duitsland ·
Ecuador ·
El Salvador ·
Engeland ·
Finland ·
Frankrijk ·
Grenada ·
Griekenland ·
Guatemala ·
Guyana ·
Haïti ·
Honduras ·
Hongarije ·
Ierland ·
Iran ·
Italië ·
Jamaica ·
Japan ·
Joegoslavië ·
Kameroen ·
Marokko ·
Mexico ·
Nederland ·
Nederlandse Antillen ·
Nicaragua ·
Nieuw-Zeeland ·
Nigeria ·
Noord-Ierland ·
Noorwegen ·
Oekraïne ·
Oezbekistan ·
Oman ·
Oostenrijk ·
Panama ·
Paraguay ·
Peru ·
Polen ·
Puerto Rico ·
Qatar ·
Rusland ·
Saint Kitts en Nevis ·
Saint Vincent en de Grenadines ·
Saoedi-Arabië ·
Schotland ·
Servië ·
Slowakije ·
Sovjet-Unie ·
Spanje ·
Suriname ·
Trinidad en Tobago ·
Tsjechië ·
Tsjecho-Slowakije ·
Tunesië ·
Turkije ·
Uruguay ·
Venezuela ·
Verenigde Arabische Emiraten ·
Verenigde Staten ·
Wales ·
Zuid-Afrika ·
Zuid-Korea ·
Zweden ·
Zwitserland
Brazilië (2018) ·
China (2002) · 
Duitsland (2006) · 
Ecuador (2006) · 
Engeland (2014) · 
Griekenland (2014) · 
Italië (2014) ·
Nederland (2014) · 
Polen (2006) · 
Servië (2018) ·
Spanje (2022) ·
Turkije (2002) · 
Uruguay (2014) ·
Zwitserland (2018)